# Mrkopalj
Mrkopalj är en ort i Kroatien.   Den ligger i länet Gorski kotar, i den centrala delen av landet, 100 km sydväst om huvudstaden Zagreb. Mrkopalj ligger 822 meter över havet och antalet invånare är 928.
Terrängen runt Mrkopalj är huvudsakligen kuperad. Mrkopalj ligger nere i en dal. Runt Mrkopalj är det ganska glesbefolkat, med 27 invånare per kvadratkilometer. Närmaste större samhälle är Delnice, 10,4 km norr om Mrkopalj. I omgivningarna runt Mrkopalj växer i huvudsak blandskog.